# 디시위키
디시위키는 2015년 5월 29일 디시인사이드에서 개설한 미디어위키 기반 위키이며 6월 1일부터 일반 사용자의 편집이 가능해졌다. 규칙상 비속어나 유언비어를 입력하는 것은 금지되어 있었으나 실제로는 굉장히 과도하게 사용되고 있었다. 문서의 저작권은 크리에이티브 커먼즈 저작자표시-동일조건변경허락 4.0에 따라 배포된다. 2023년 9월 24일 기준으로 총 90,586개의 문서가 생성되어 있다.
2023년 10월 6일을 기해 폐쇄 되었으며, 폐쇄 이후로는 편집 및 문서 생성이 불가능하지만 문서를 열람할 수는 있다.

## 성립 배경
리그베다 위키가 2015년 3월 8일, 사유화 사태를 일으키자, 여기저기에서 리그베다 위키를 보이콧 하는 움직임이 활발해졌으며, 이에 디시인사이드의 김유식 역시 리그베다 위키의 관리자들의 행보를 보고 있자니 차라리 내가 위키를 만드는 게 낫겠다고 선언하면서, 위키미디어 서버를 알아보는 움직임을 보였으며 3개월 후 '디시위키'라는 이름으로 위키 미디어를 창립했다.

## 비판
서버가 대한민국에 있어서 대한민국의 법을 적용받음에도 불구하고 욕설과 비속어, 모욕적인 표현, 특정 종교 혐오, 장애인 혐오, 여성혐오, 인종차별, 특정 지역·국가 혐오, 특정 정치 세력 혐오와 같은 차별적이고 혐오적 표현이 난무하며, 심하면 패드립과 성적인 표현, 성희롱을 사용하기도 한다. 특정 인물 문서 및 관련 문서에서는 감정적인 서술 및 근거 없는 루머, 인신공격적, 모욕적인 서술(명예훼손)을 하는 등 악성 댓글의 위키 버전이라고 할 수 있다. 이는 태생부터 저러한 극단적/과격한 성향을 띠는 대한민국의 최대 인터넷 커뮤니티 사이트 디시인사이드의 특징에서 기인한다.
이러한 표현들이 난무함에 따라 디시위키 대문에서 "최근 음란, 혐오, 차별적 언어 등 반사회적 게시물에 대한 당국의 강도 높은 단속이 이뤄지고 있습니다. 이용자 여러분도 아시다시피 디시위키도 예외는 아닙니다."라는 문구가 상단에 걸려있다.

## 같이 보기
- 디시인사이드
- 드라마티카 백과사전
- 한국어 위키 목록